# Furiani
Furiani (in corso Furiani) è un comune francese di 5.628 abitanti situato nel dipartimento dell'Alta Corsica nella regione della Corsica.

## Geografia fisica
Il comune si estende lungo la costa orientale della Corsica, e comprende parte dello spartiacque montuoso orientale di Capo Corso ad ovest e parte della piana orientale corsa ad est, compreso lo stagno di Biguglia e il suo cordone litoraneo sul mar Tirreno. Furiani è situato a 10 km a sud-ovest di Bastia, con la quale forma un unico agglomerato urbano.

## Storia
Il castello di Furiani fu menzionato per la prima volta in un atto di giuramento di fedeltà fatto da Alberto de Bagnaia alla Repubblica di Pisa.
Il suo territorio fu incluso in quello della pieve di Orto della diocesi di Mariana.
Nel 1729 la località fu teatro di uno dei primi sollevamenti guidati dai patrioti còrsi contro i genovesi. Nei decenni a seguire Furiani, roccaforte dei ribelli, verrà più volte assediata e devastata dalle truppe di Genova. Tra il giugno ed il luglio 1763 il villaggio subì l'assedio più lungo che si risolse con una ritirata da parte dei genovesi.
A partire dagli anni ottanta del XX secolo la pianura costiera sottostante il villaggio di Furiani, così come la fascia pedecollinare, iniziarono ad essere intensamente urbanizzate in seguito all'espansione edilizia della limitrofa Bastia.
Il 5 maggio 1992, durante una semifinale della Coppa di Francia, lo stadio Armand Cesari fu luogo di una tragedia: una tribuna provvisoria cedette uccidendo 18 persone e ferendone 2 357.

## Monumenti e luoghi d'interesse
- Torre di Furiani, ricostruita nel 1763 per ordine di Pasquale Paoli;
- Cappella di Santa Maria Assunta[1]

## Società

### Evoluzione demografica
Abitanti censiti

## Infrastrutture e trasporti
Il territorio comunale è attraversato dalla linea a scartamento metrico Bastia–Ajaccio. Oltre alla stazione omonima sono presenti altre tre fermate: Polyclinique, nei pressi dell'ospedale, La Rocade, a servizio del vicino centro commerciale, e Saltatojo.

## Sport
All'interno del territorio comunale di Furiani si trova lo stadio Armand Cesari, il principale impianto sportivo dell'isola con una capienza di circa 16.500 posti, che ospita le partite casalinghe dello Sporting Club de Bastia.